# Leen Looijen
Leen Looijen, né le 9 juillet 1947, est un entraîneur néerlandais de football. Il a notamment été sélectionneur des Antilles néerlandaises et des Tuvalu.

## Carrière
Il dirige divers clubs néerlandais, dont le NEC Nimègue à plusieurs reprises.